# イオン・ミハイ・パチェパ
イオン・ミハイ・パチェパ（Ion Mihai Pacepa, ルーマニア語発音: [iˈon miˈhaj paˈt͡ʃepa]：1928年10月28日 - 2021年2月14日)は、ルーマニアのスパイ、諜報員、作家。共産国家となったルーマニアで設立された秘密警察、「セクリターテ」(Securitate)に所属していた。階級は中将。1978年7月、当時のアメリカ合衆国大統領、ジミー・カーター(Jimmy Carter)が政治的亡命の要請を承認したことに伴い、アメリカ合衆国に亡命した。亡命直前のパチェパは、ルーマニア共産党書記長およびルーマニア社会主義共和国初代大統領、ニコラエ・チャウシェスク(Nicolae Ceauşescu)の顧問を務めていた。共産陣営(Eastern Bloc)からの亡命者としては最上位の身分にあった。アメリカに亡命後のパチェパは、CIAに協力する形で共産陣営に対して様々な作戦行動を展開した。CIAはパチェパを「アメリカに対して比類なき貢献を果たしてくれた」と評している。

## 生い立ちと教育
1928年、ルーマニア王国の首都・ブクレシュティ(București)で生まれた。イオンの父は、当時オーストリア＝ハンガリー帝国に属していたトランスィルヴァニア公国の首都、アルバ・ユリア(Alba Iulia)で生まれ育ち、自身の父が所有する台所用品工場で働いていた。1918年12月1日、トランスィルヴァニア(Transylvania)がルーマニアに併合されると、イオンの父はブクレシュティに移住し、ジェネラル・モータース社(The General Motors Company)の現地支社で勤務した。
1947年、イオンはブカレスト工科大学に入学し、1951年まで工業化学を学んだ。大学を卒業する数ヶ月前にセクリターテに声を掛けられ、その4年後に工学の学位を取得した。イオンは防諜局に配属され、1955年には対外諜報局に異動となった。

## セクリターテ
1957年、パチェパは西ドイツにあったルーマニア対外諜報局フランクフルト支局に配属され、同地で2年間勤務した。1959年10月、ルーマニアの内務大臣でセクリターテの長官、アレクサンドル・ドラギーチ(Alexandru Drăghici)は、パチェパを産業スパイ局の局長に任命した。パチェパは『S&T』(Ştiinţă şi Tehnologie, ルーマニア語で『科学と技術』)と呼ばれるルーマニアにおける産業スパイ部門の責任者であり、1978年に亡命するまでこの部門を管理していた。パチェパはルーマニアにおける自動車産業の設立 や、マイクロ電子工学、重合体、抗生物質の製造にも携わった。
1966年4月、パチェパはルーマニア対外諜報局の副局長に任命され、1972年4月までこの役職にあった。1967年には少将に昇進した。1972年4月19日から1978年7月24日まで、パチェパはニコラエ・チャウシェスクの顧問（産業及び技術開発、国家安全保障）を務めた。また、パチェパはルーマニア外務省の第一次長、ルーマニア内務省付属国家安全保障会議の長官でもあり、1974年8月19日には中将に昇進した。

## 亡命
1978年7月、パチェパはチャウシェスクによる指令で西ドイツへ向かった。そこでパチェパは、ドイツ連邦首相、ヘルムート・シュミット(Helmut Schmidt)に対して秘密の伝達を送り、西ドイツの首都・ボンにあったアメリカ大使館を通じて、アメリカ合衆国への政治亡命を要請した。合衆国大統領、ジミー・カーターは、パチェパによる政治亡命の要請を承認した。1978年7月28日、パチェパはアメリカ空軍の航空機でアンドルーズ空軍基地にある大統領専用空港に護送された。
アメリカ合衆国議会が出資するラジオ放送局、ラジオ・フリー・ヨーロッパ(Radio Free Europe)のルーマニア語版の局長、ノエル・ベルナード(Noël Bernard)は、チャウシェスクが強めていた個人崇拝(Cult of Personality)を批判していた。
パチェパは自身の娘、ダナ(Dana Pacepa)に残した手紙の中で、以下のように述べている。
「1978年、私はチャウシェスクを怒らせる解説を行ったノエル・ベルナードを暗殺するよう指令を受けた。この指令を受けたのは7月の下旬であり、私は良き父親のままでいるか、政治犯になるかを選ばざるを得なかった。ダナよ、お前は、父親が暗殺者であるぐらいなら父親がいない方を選ぶだろう。私はそう確信している」
この手紙は、1980年、フランスの新聞『ル・モンド』（『Le Monde』）にも掲載された。1981年12月23日、ベルナードは癌で死亡したが、彼の死には「セクリターテが関与している」と信じている者も多い。アメリカに亡命したあとにパチェパが出版した著書『Red Horizon』の中で、パチェパは「ベルナードはチャウシェスクに対する個人崇拝を酷く嫌っていた」と述べている。
パチェパの亡命により、西側はチャウシェスク政権が張り巡らせたスパイ網の情報を手に入れた。これは共産国家ルーマニアの情報網を毀損し、チャウシェスクに関する隠された事情を暴露し、チャウシェスクに対する国際的信用と面目に悪影響を及ぼした。チャウシェスクは国内の引き締めのために将軍十数人と内相を含む政府関係者50人あまりを解任した。1988年、アメリカ合衆国の雑誌『アメリカン・スペクテイター』(『The American Spectator』)は、パチェパによる「目を見張る」離反によって惹き起こされた惨状を記事にしている。
「パチェパによる東側から西側への移住は、歴史的な出来事である。彼は西側へ亡命するにあたって、チャウシェスクの警護の運用、目的、方式、組織についての彼自身の知識を徹底させて慎重に準備を重ね、3年以内に組織は機能不全となった。幹部は1人もおらず、政権の運営もままならなくなっていた。チェウシェスクは神経衰弱に陥り、パチェパを殺すよう指令を出した。少なくとも、2人の殺人犯がアメリカにやってきた。そして、つい最近のことだが、パチェパの元部下の1人　～ルーマニア政府による命令で、西側の技術を盗み、目立たない偉業を達成した男～　は、アメリカの東海岸で数ヶ月を費やしてパチェパを見付け出そうとしたが、失敗に終わった」
1978年9月、チャウシェスク政権はパチェパに対し、国家反逆罪で2件の死刑判決を下した。さらにチャウシェスクは、パチェパの財産の没収を命じ、パチェパの首に200万ドルの懸賞金をかけたことを公布した。反米主義のヤーセル・アラファートとムアンマル・アル＝カッザーフィーは、これに乗じてさらに懸賞金をそれぞれ100万ドルずつ追加した。
1980年代、セクリターテは、「カルロス」の暗号名で知られる国際テロリスト、イリイチ・ラミレス・サンチェス(Ilich Ramírez Sánchez)に、報酬100万ドルと引き換えにパチェパの暗殺を依頼した。のちに発見されたルーマニアの諜報記録文書には、アメリカに亡命したパチェパを暗殺するため（作戦名『Operation 363』）、セクリターテが、以下に示す37kg分の兵器をカルロスに提供した事実が示されている。
- プラスティック爆弾 EPP/88
- 小型軽機関銃 7丁
- ワルサーPPダブルアクション自動拳銃, 製造番号「249460」（弾丸数1306）
- スチェッキン大型自動拳銃8丁（弾丸数1049）
- 手榴弾「UZRG-M」5発

カルロスはパチェパを発見できなかったが、1980年2月21日、パチェパ亡命のニュースを伝えていたラジオ・フリー・ヨーロッパの本部（ミュンヘン）の一部を爆撃した。カルロスによるこのテロ行為を支援した西ドイツ在住のルーマニアの外交官5人が国外追放となった。
1989年12月、ルーマニアで革命が起こり、12月25日にチャウシェスクは妻エレナとともに銃殺刑に処され、ルーマニア社会主義共和国は終わりを告げた。
1999年7月7日、ルーマニア最高裁判所はパチェパに下された死刑判決を取り消し、チャウシェスクの命令で没収されたパチェパの財産を本人に返還せよとの命令を出したが、ルーマニア政府はこれを拒否した。2004年12月、ルーマニア政府はパチェパの階級を復元した。
2016年、歴史家のマイケル・リディーン(Michael Ledeen)は、「パチェパに下された死刑判決は未だに有効であり、パチェパは人目を避けて暮らしている」と述べた。

## 執筆活動と政治批評
パチェパは、『ウォール・ストリート・ジャーナル』(Wall Street Journal)、『ワシントン・タイムズ』(The Washington Times) 、インターネットのブログサイト『ピー・ジェイ・メディア』(:en:PJ Media)を初めとする複数のメディアで記事を執筆している。

### Red Horizons
1987年、パチェパは著書『Red Horizons: Chronicles of a Communist Spy Chief』『赤い地平線：共産諜報長官による編年史』を出版した。本書は、パチェパがチャウシェスクの側近を務めていたころの様々な出来事を、本人の記憶に基づき、英語で詳述したものである。1988年、ラジオ・フリー・ヨーロッパが本書を紹介すると、ルーマニア国民からの関心を引いた。同ラジオが本書を取り上げている間、ルーマニアの町並みは人っ子一人いなかったという。本書はルーマニアとハンガリーでも秘密出版された。1989年12月25日にチャウシェスク夫妻が処刑される直前、2人に対して短時間の軍事裁判が執り行われたが、1990年3月に発行された本書の第2版には、この時の裁判の記録が記述されている。この本は27ヶ国で出版された。
1990年1月、ルーマニアの新聞『Adevărul』（ルーマニア語で『真実』の意）で本書の連載が開始された。本書第2版の裏表紙には、『Adevărul』の冒頭の記述「チャウシェスク政権を打倒するにあたり、議論の余地の無い役割を果たした」がある。また、本書は日本語にも翻訳され、『赤い王朝：チャウシェスク独裁政権の内幕』（住谷春也訳、恒文社, 1993年 ISBN 978-4770407702）という題名で出版された。
2010年、『ワシントン・ポスト』(The Washington Post)は、本書を「読むべき本」の一冊として奨めた。2011年、本書は電子書籍化され、再び世に出ることになった。
1993年、パチェパは著書『The Kremlin's Legacy』（『クレムリンが遺したもの』）を出版した。この本には、母国ルーマニアを共産主義から脱却させようという彼の想いが込もっている。1999年、パチェパは三部作となる著書『The Black Book of the Securitate』（『セクリターテが気に入らない人物』）を出版した。本書はルーマニアでベストセラーとなった。

### KGBによる暗殺の陰謀
2006年、パチェパはかつてチャウシェスクと交わした会話の中で、「当時のクレムリンにいた共産党の幹部たちが殺害した、もしくは殺そうとした政治指導者10人」についての記事を執筆した。その中には、ジョン・F・ケネディや毛沢東の名前もあった。パチェパは、KGB（КГБ , カー・ゲー・ベー, ソ連国家保安委員会）が林彪の助けを借りる形で毛沢東を暗殺しようとした陰謀の詳細についても記述している。

### Programmed to Kill
2007年、パチェパは著書『Programmed to Kill: Lee Harvey Oswald, the Soviet KGB, and the Kennedy Assassination that argues Lee Harvey Oswald was recruited as a KGB agent』（『殺人日程表：リー・ハーヴィー・オズワルド、KGB。ケネディ暗殺はオズワルドを雇ったKGBの仕業である』）を出版した。パチェパによれば、ソ連のニキータ・フルシチョフ(Никита Хрущев)がケネディを暗殺するよう命令を出すも、その後変心したが、オズワルドを止めることはできなかったという。パチェパは、「ジャック・ルビーがオズワルドを殺すよう指令を下された」と記述している。この著書は、ケネディ暗殺事件についての調査と検証を行うために設置された「ウォーレン委員会」(Warren Commission)および「下院暗殺問題調査特別委員会」(The United States House of Representatives Select Committee on Assassinations, HSCA)と、エドワード・ジェイ・エプスタイン(Edward Jay Epstein)による調査研究を基にしている、と言われた。ロナルド・レーガンの大統領顧問（テロリズム対策）を務めていたマイケル・リディーンによるこの本の批評が、政治新聞『ヒューマン・エベンツ』(Human Events)に掲載された。リディーンは「ソ連の諜報機関について多くのことを知っている数少ない人物が書いたこの本ができたことは、実に喜ばしい知らせだ。その類い稀なる透徹した文章は、世の中が見えてくる一助となってくれる。彼の最初の著書『Red Horizons』は、私が今まで読んできた、共産主義政権について描いたものの中で最も秀逸な内容であり、同様に、『Programmed to Kill』も大いに興味をそそる本だ」「ワシントンとメキシコシティにいるKGBの将校へのオズワルドによる手紙に新たに光を当てるソ連の暗号に関するかけがえの無い資料を含む記録による証拠を、労を惜しまず提供してくれている」「ソ連がオズワルドとの繋がりを隠そうとしていた試みに直接関与したパチェパでない限り、読者の胸を躍らせるような物語を書ける作家はいないであろう」と評価している。
スタン・ウィーバー(Stan Weeber)は、国際的な学術組織『H-Net』にて、『Programmed to Kill』を「ケネディ大統領の死についての新たな範例的作品」「ケネディ大統領暗殺に興味がある人は全員読むべきだ」と評価している。
主に出版物について取り扱っている雑誌『Publishers Weekly』では、『Programmed to Kill』について、「『ケネディ暗殺の背後に陰謀あり』と考えがちの者は、必然とは呼べず、十分な証拠も無いパチェパの主張のせいで確信が持てないまま終わる可能性が高いだろう」「ソ連がケネディを暗殺する動機についての説得力が無い」と記述されている。
ワシントン・タイムズ所属の政治記者で作家のジョゼフ・グードゥン(Joseph Goulden)は、パチェパによる説明に対して「状況証拠と仮説に基づいており、いささか根拠薄弱だ」と述べている。
ヘイデン・B・ピーク(Hayden B. Peake)は、パチェパによる見解について、「想像力豊か」「信じがたい」と評している。

### 中東での反米感情増幅とソ連の役割
第二次レバノン戦争勃発中の2006年、パチェパは「ソ連は中東に反ユダヤ主義(Anti-Semitism)のプロパガンダを広め、ユダヤ人、ひいてはイスラエルとアメリカに対する憎悪を助長させた」とする記事を執筆した。パチェパによれば、ソ連がアメリカを「ユダヤ人の領土」と表現し、「イスラエルが中東をユダヤ人のための植民地にする計画を練っていた」という考えを広めた、という。また、中東におけるテロリスト集団の増加と資金調達において、ソ連が果たしている役割についても記述している。

### バチカンに対するソ連のプロパガンダ
パチェパによれば、ソ連はローマ教皇の名誉を傷付けようともしたという。パチェパは「クレムリンにいた共産党幹部が繰り広げた対外諜報戦争に関わっていたころ、ローマ教皇ピウス12世(Pope Pius XII)を、「残忍なナチスを支持する者」として描くことで、私は、ソ連が故意にバチカンの顔に泥を塗る行為に巻き込まれていった」という。
2012年、パチェパは、『Seat 12』と呼ばれる、ソ連が展開した共産プロパガンダによる偽情報を駆使した宣伝活動の謀略と、ソ連による構想の「科学」の詳細を示した著書を執筆している最中であることを明かした。2013年、パチェパはミシシッピ大学の法学教授、ロナルド・J・ライクラック(Ronald J. Rychlak)との共著本『Disinformation』（『敵を混乱させる目的で故意に広める偽情報』の意）を出版した。この本では、知らない間に自由を奪い、宗教を冒涜し、テロリズムを奨励する策略について明かしている。パチェパはインタビューの中で、「ローマ教皇の名誉を失墜させるという構想は、1945年にヨシフ・スターリン(Иосиф Сталин)が最初に抱いていたものだ」と述べている。1945年6月3日、モスクワ放送(Московское радио)は、ピウス12世を「アドルフ・ヒトラー(Adolf Hitler)のための教皇だ」と宣伝した。これに対し、ピウス12世は、バチカン放送(Vatican Radio)を通して、ナチズムを「極悪非道の怪物」と強く非難したことで、教皇に対するソ連の当て擦りは失敗に終わった。ピウス12世は、戦時中に宗教的少数派を保護するために苦慮していたことで、フランクリン・ルーズヴェルト(Franklin Roosevelt)、ウィンストン・チャーチル(Winston Churchill)、アルベルト・アインシュタイン(Albert Einstein)からも称賛されていた。スターリンによる偽情報を駆使した宣伝作戦は、「歴史を生き延び、ピウス12世の実像をよく知る同時代の人々からは一蹴された」とパチェパは述べている。その後、ソ連はドイツの作家で劇作家のロルフ・ホーホフート(Rolf Hochhuth)によるピウス12世を描いた1963年の演劇『神の代理人(原題：The Deputy)』を盛んに宣伝することにより、再び教皇の名誉を貶めようと試みた。「今度は、世代が一致せず、ピウス12世についてよく知らない人のほうが多かったおかげで、この宣伝活動はうまくいった」という。

### イラク戦争
2003年のイラク戦争で、パチェパはアメリカ軍のイラクへの侵攻を支持した。この戦争に対して、世界中で反戦デモが沸き起こったが、パチェパはこれについて「ロシアが加担し、策動した反米的なものだ」と主張している。
パチェパによれば、「2003年10月、アメリカがイラクに侵攻するより前に、サッダーム・フセインが自身の所有していた化学兵器を破壊、隠蔽、もしくはどこかへ移すのをGRU（ГРУ, ゲー・エル・ウー, ロシア連邦軍参謀本部情報総局, ロシアの対外諜報機関の1つ。1918年に設立）が手助けした。これは私には明白だ」という。それによれば、ソ連がリビアのために化学兵器を撤去する作戦をあらかじめ準備しており、その計画がイラクで実行に移されたのだという。

## 死
2021年2月14日、新型コロナウイルス(COVID-19)に感染して亡くなった。92歳であった。死後、アーリントン国立墓地(Arlington National Cemetery)に埋葬された。パチェパはルーマニアの新聞社『Jurnalul Național』から取材訪問を受けた際に、自分が死んだあとはこの墓地に埋葬して欲しい、と希望していた。

## 著書
- Red Horizons: Chronicles of a Communist Spy Chief, 1987年 ISBN 0-89526-570-2
  - イオン・M・パチェパ『赤い王朝　チャウシェスク独裁政権の内幕』住谷春也訳、恒文社、1993年
- Red Horizons: the 2nd Book. The True Story of Nicolae and Elena Ceauşescu's Crimes, Lifestyle, and Corruption, 1990年 ISBN 0-89526-746-2
- The Kremlin Legacy, 1993年
- Cartea neagră a Securităţii, Editura Omega, Bucharest, 1999年 ISBN 973-98745-4-1
- Programmed to Kill: Lee Harvey Oswald, the Soviet KGB, and the Kennedy Assassination, 2007年 ISBN 978-1-56663-761-9
- Disinformation: Former Spy Chief Reveals Secret Strategies for Undermining Freedom, Attacking Religion, and Promoting Terrorism, 2013年 ISBN 978-1-93648-860-5

### 選集
- PACEPA, ION MIHAI (2003年9月27日). “The KGB's Man”. Opinion Journal
- PACEPA, ION MIHAI (2003年12月29日). “Khaddafi's “Conversion”, Has the Libyan leopard changed his spots?”. National Review {{cite news}}: 不明な引数|1=が空白で指定されています。 (説明)⚠
- PACEPA, ION MIHAI (2004年3月1日). “From Russia With Terror”. FrontPage Magazine
- PACEPA, ION MIHAI (2004年9月20日). “No Peter the Great , Vladimir Putin is in the Andropov mold.”. National Review
- PACEPA, ION MIHAI (2005年2月7日). “Ex-spy fingers Russians on WMD”. The Washinton Times
- PACEPA, ION MIHAI (2005年8月5日). “Putin's Duality”. FrontPage Magazine
- PACEPA, ION MIHAI (2006年2月10日). “Left-Wing Monster: Ceausescu”. FrontPage Magazine
- PACEPA, ION MIHAI (2006年8月10日). “Who Is Raúl Castro? , A tyrant only a brother could love.”. National Review
- PACEPA, ION MIHAI (2006年8月24日). “Russian Footprints , What does Moscow have to do with the recent war in Lebanon?”. National Review
- PACEPA, ION MIHAI (2006年10月17日). “Tyrants and the Bomb , There’s a deep history to this latest Kim Jong Il move.”. National Review
- PACEPA, ION MIHAI (2006年11月28日). “The Kremlin’s Killing Ways , A long tradition continues.”. National Review
- PACEPA, ION MIHAI (2007年8月7日). “Propaganda Redux , Take it from this old KGB hand: The left is abetting America's enemies with its intemperate attacks on President Bush.”. Opinion Journal
- PACEPA, ION MIHAI (2009年6月2日). “What I Learned as a Car Czar , History shows government and automobile manufacturing don't mix.”. The Wall Street Journal
- PACEPA, ION MIHAI (2015年4月25日). “The Secret Roots of Liberation Theology”. National Review

## 参考
1. ↑  Red Horizons: the 2nd Book. The True Story of Nicolae and Elena Ceauşescu's Crimes, Lifestyle, and Corruption, 1990. ISBN 0-89526-746-2
2. ↑  “Red past in Romania's present”.  The Washington Times (2004年1月13日). 2022年11月1日時点のオリジナルよりアーカイブ。2022年11月1日閲覧。
3. 1 2  Deletant, Dennis (1995) Ceauşescu and the Securitate: Coercion and Dissent in Romania, 1965–1989. Armonk, NY: M. E. Sharpe. pp. 322–323. ISBN 1563246333.
4. ↑  “What I Learned as a Car Czar”. The Wall Street Journal (2009年6月2日). 2017年10月13日時点のオリジナルよりアーカイブ。2022年11月1日閲覧。
5. ↑  Pacepa, Ion Mihai (2013). Disinformation. WND Books. pp. 23–25. ISBN 9781936488605
6. ↑  Pacepa. Disinformation. p. 27
7. ↑  Pacepa1. Disinformation. pp. 28–29
8. ↑  ルーマニア内相解任 西独スパイ事件に関連『朝日新聞』1978年（昭和53年）9月6日朝刊、13版、7面
9. ↑  将軍ら多数を解任 亡命事件に連座『朝日新聞』1978年（昭和53年）9月2日朝刊、13版、7面
10. ↑  Michael Ledeen (1988-04). “Red Horizons: Chronicles of A Communist Spy Chief”. The American Spectator.
11. ↑  Regnery, Alfred S. "Book Inspired Counter-Revolution", published in Human Events, 22 October 2001
12. ↑  "The Securitate Arsenal for Carlos," Ziua, Bucharest, 2004
13. ↑  Ledeen, Michael (2016年9月4日). “The Greatest Spy Speaks About The Threat To America”. Forbes. 2016年9月5日時点のオリジナルよりアーカイブ。2017年8月31日閲覧。
14. 1 2  PACHEPA, ION MIHAI (2006年11月28日). “The Kremlin’s Killing Ways , A long tradition continues.”.   National Review. 2021年10月5日時点のオリジナルよりアーカイブ。2020年3月4日閲覧。
15. 1 2  Radu Balaj (2021年2月21日). “Unde a fost înmormântat generalul Ion Mihai Pacepa. Ar fi murit de COVID-19. Video”.   Evenimentul Zilei. 2021年2月21日時点のオリジナルよりアーカイブ。2022年10月19日閲覧。
16. ↑  “Romania’s Rebirth , The former Communist state could be a valuable American ally. last = Pacepa”.   National Review (2006年7月27日). 2007年2月14日時点のオリジナルよりアーカイブ。2020年3月4日閲覧。
17. 1 2 3  Peake, Hayden B. (June 2007). Vaart, Andres. ed. “The Intelligence Officer's Bookshelf” (pdf). Studies in Intelligence (Washington, D.C.: Center for the Study of Intelligence) 52 (2):  88–89. ISSN 1527-0874. OCLC 30965384 2017年10月4日閲覧。.
18. 1 2 3  “Programmed to Kill: Lee Harvey Oswald, the Soviet KGB, and the Kennedy Assassination”.   Publishers Weekly (2007年6月25日). 2015年7月24日時点のオリジナルよりアーカイブ。2015年7月20日閲覧。
19. ↑  Michael Ledeen (2007年12月28日). “Kennedy Assassination and Soviet KGB Connection Explored in Book”.   Human Events. 2016年11月13日時点のオリジナルよりアーカイブ。2022年11月1日閲覧。
20. ↑  Stan Weeber (2009年10月). “A New Paradigmatic Work on the JFK Assassination”.   H-Net. 2013年4月14日時点のオリジナルよりアーカイブ。2022年11月1日閲覧。
21. ↑  Goulden, Joseph (2007年11月11日). “The art of conspiracy theory”. The Washington Times. 2007年11月20日時点のオリジナルよりアーカイブ。2022年11月1日閲覧。
22. ↑  ION MIHAI PACEPA (2006年8月24日). “Russian Footprints , What does Moscow have to do with the recent war in Lebanon?”.   National Review. 2015年11月15日時点のオリジナルよりアーカイブ。2022年11月1日閲覧。
23. ↑  PACHEPA, ION MIHAI (2007年1月25日). “Moscow’s Assault on the Vatican , The KGB made corrupting the Church a priority.” (PDF). 2016年3月5日時点のオリジナルよりアーカイブ。2022年11月1日閲覧。
24. ↑  Edward Pentin (2012年8月24日). “Authors: Pope Pius XII Was Framed by KGB”.   Newsmax. 2012年8月26日時点のオリジナルよりアーカイブ。2022年11月1日閲覧。
25. ↑  EDWARD PENTIN (2012年8月13日). “Claims that Pius XII Was Framed Gaining Support , Former Romanian spy chief discusses how the myth of 'Hitler's Pope' started with Stalin.”.   National Catholic Register. 2013年1月29日時点のオリジナルよりアーカイブ。2022年11月1日閲覧。
26. ↑  EDWARD PENTIN (2012年8月15日). “Claims that Pius XII Was Framed Gaining Support, Part 2 (1926) , Former Romanian spy chief discusses how the myth of 'Hitler's Pope' started with Stalin.”.   National Catholic Register. 2012年8月19日時点のオリジナルよりアーカイブ。2022年11月1日閲覧。
27. ↑  Pacepa, Ion Mihai (2003年3月18日). “Seeing Red , Spontaneous anti-American demonstrations? Think again.”.   National Review. 2003年3月22日時点のオリジナルよりアーカイブ。2022年11月1日閲覧。
28. ↑  Ion Mihai Pacepa. “Ex-spy fingers Russians on WMD”.  The Washington Times. 2005年3月17日時点のオリジナルよりアーカイブ。2022年11月1日閲覧。
29. ↑  “Romanian Ex-Communist Spy Chief Ion Mihai Pacepa Dies Of Coronavirus At 92”.   Romania Journal (2021年2月16日). 2021年2月16日時点のオリジナルよりアーカイブ。2022年10月19日閲覧。
30. ↑  Andrei Zbîrnea (2021年2月15日). “Generalul Ion Mihai Pacepa a murit de COVID în Statele Unite”.   Realitatea. 2022年10月19日時点のオリジナルよりアーカイブ。2022年10月19日閲覧。